# Hecken (Allemagne)
Pour l’article homonyme, voir Hecken.
Hecken est une municipalité du Verbandsgemeinde Kirchberg, dans l'arrondissement de Rhin-Hunsrück, en Rhénanie-Palatinat, dans l'ouest de l'Allemagne.

## Liens externes

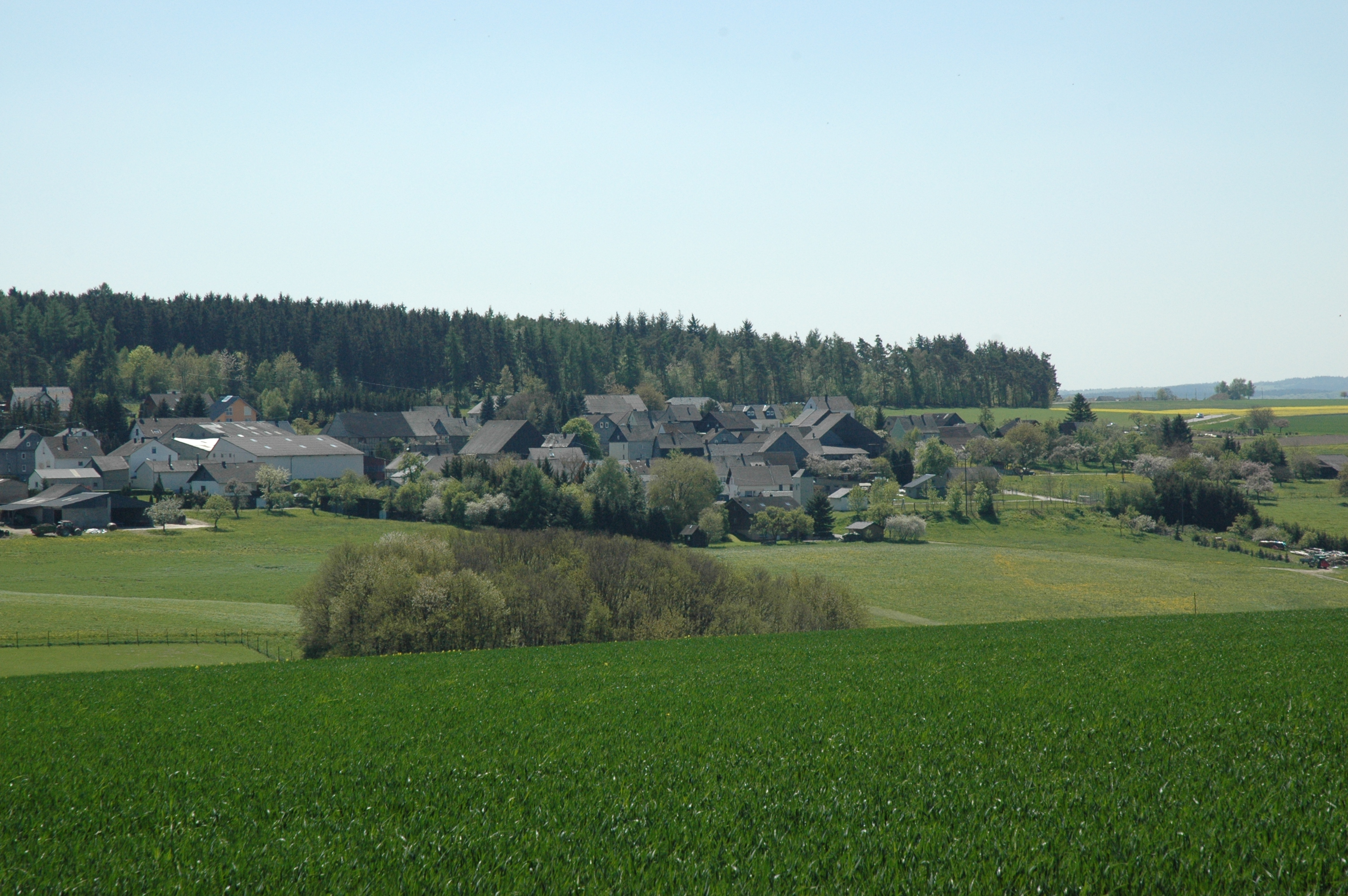
Ville de Hecken.
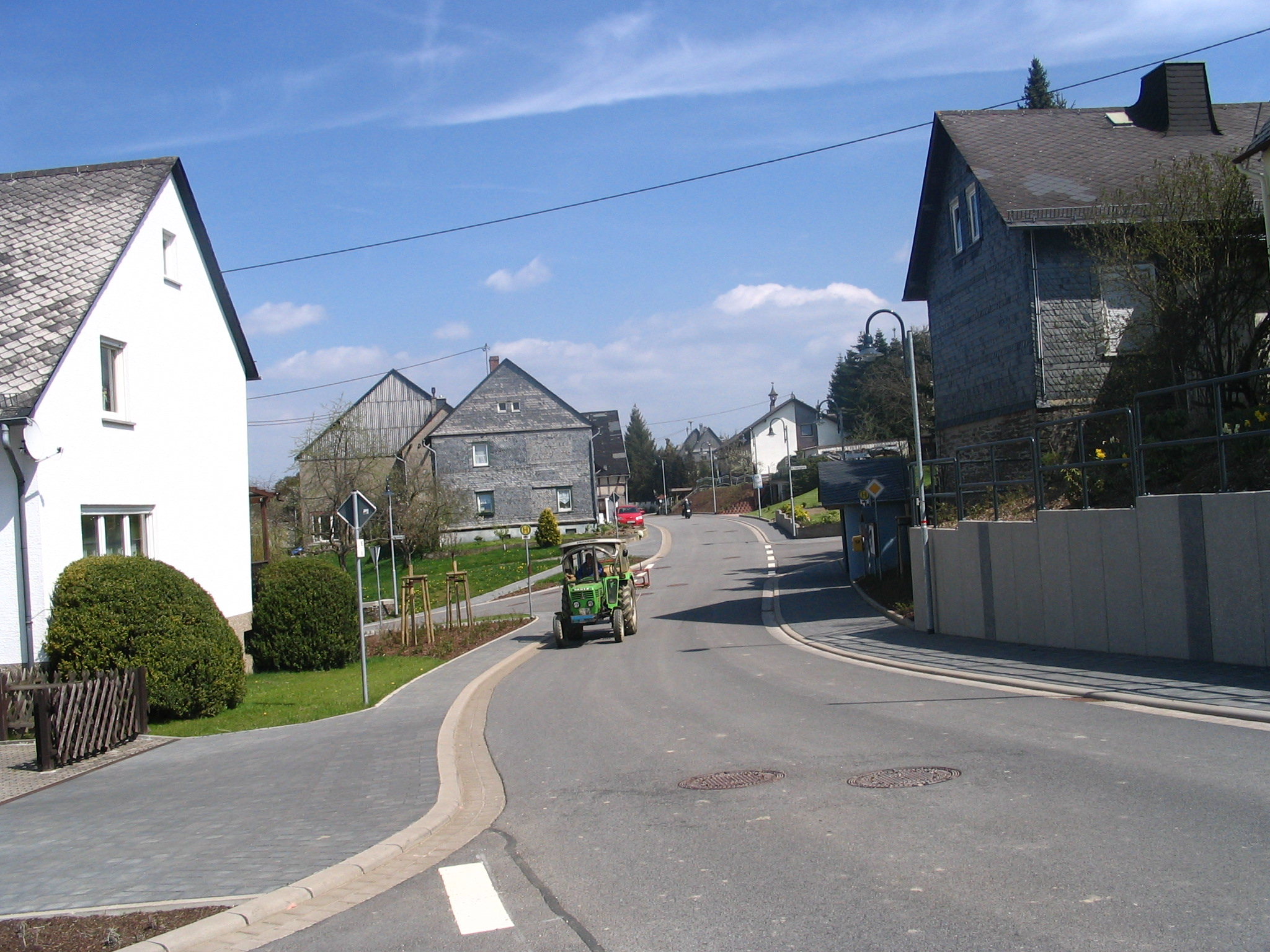
Hecken, vue de l'ouest.
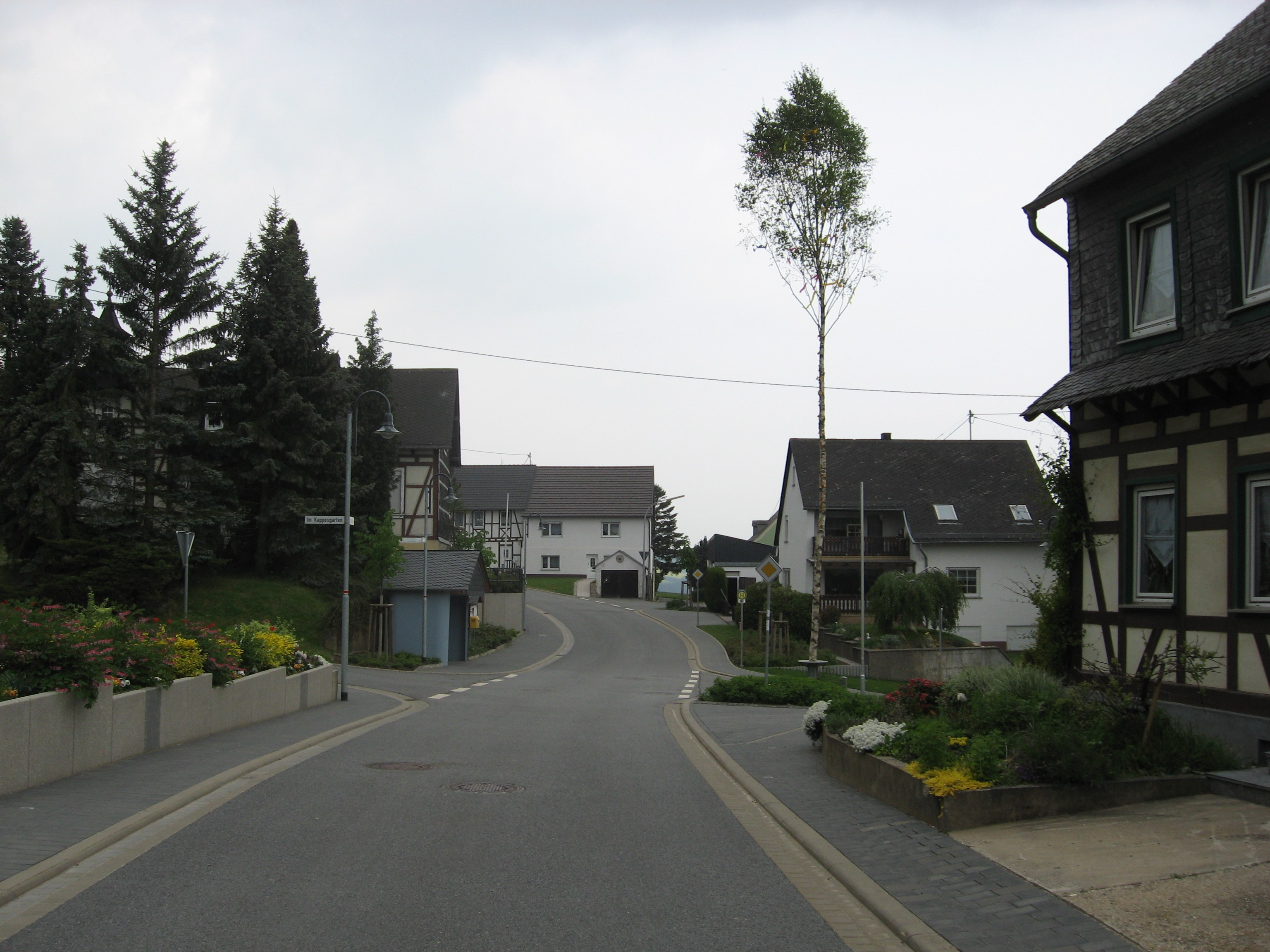
Hecken, vue de l'est.
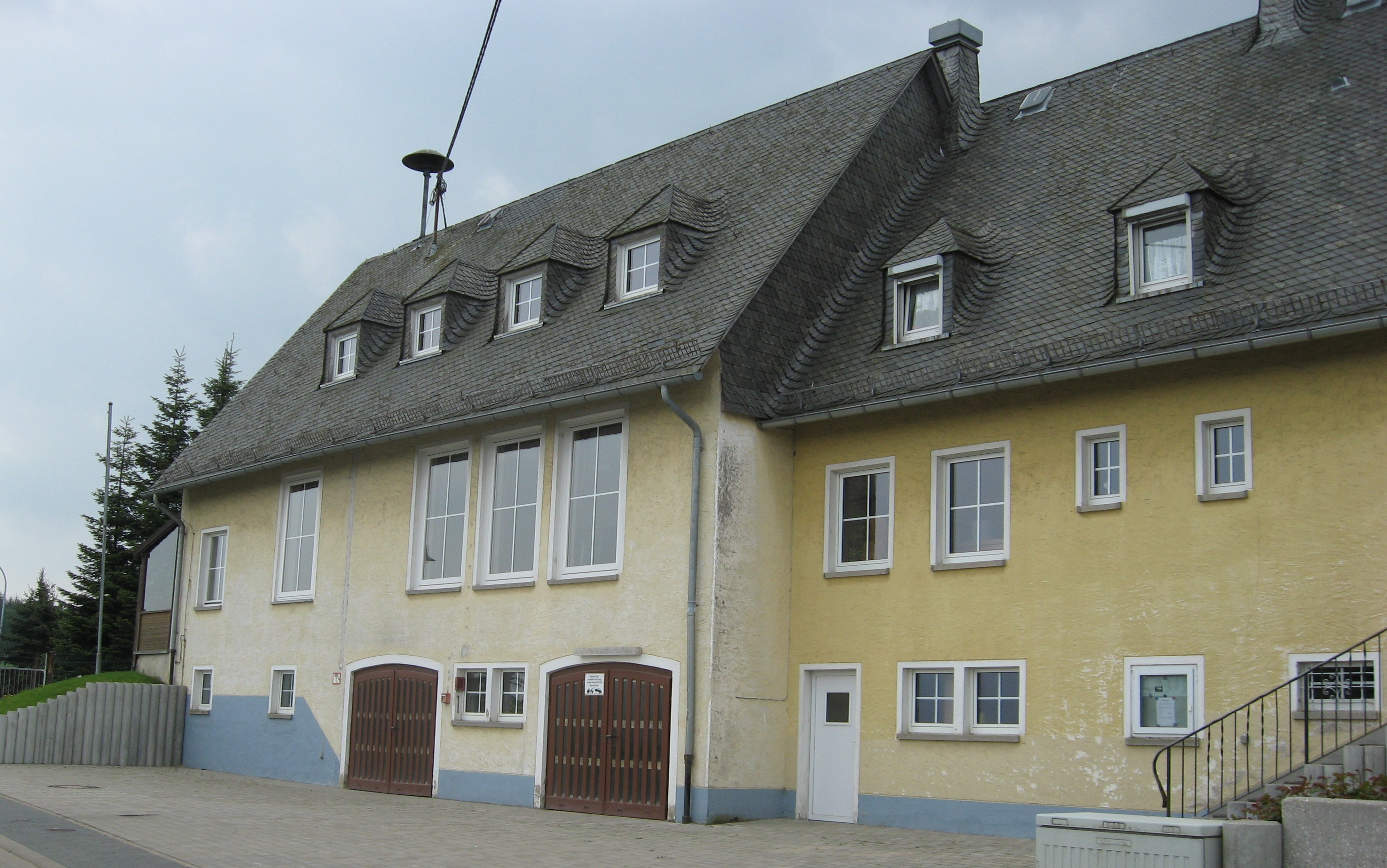
Centre municipal et ancienne école.